# اچ‌ام‌اس آنسون (۱۸۸۶)
اچ‌ام‌اس آنسون (۱۸۸۶) (به انگلیسی: HMS Anson (1886)) یک کشتی بود که طول آن ۳۳۰ فوت (۱۰۰ متر) بود. این کشتی در سال ۱۸۸۶ ساخته شد.